# Gustaf Brunnmark
Gustaf Brunnmark, född 23 augusti 1773 i Falun, död 1 augusti 1814 i Husby socken, Kopparbergs län, var en svensk präst.

## Biografi
Gustaf Brunnmark var son till prosten Petrus Brunnmark. Han blev student vid Uppsala universitet 1787, filosofie kandidat 1793 och filosofie magister 1794. 1794 var Brunnmark lärare vid Tyska skolan i Norrköping och vistades 1795–1796 i Storbritannien, då han bland annat studerade vid Oxford University. 1799 prästvigdes på kallelse som slottspredikant åt brukspatron Alexander Seton på Ekolsunds slott. Därefter begav han sig på nytt till Storbritannien, där han en tid fungerade som medhjälpare åt sin svåger legationspredikanten Samuel Conradi Nisser. Han återvände därefter till Uppsala och avlade pastoralexamen för Västerås domkapitel innan han 1802 utnämndes till legationspredikant och svensk pastor i London.
Han blev där ledamot av brittiska bibelsällskapet och flera andra välgörenhetssamfund. Brunnmark verkade i London för sina landsmäns bästa, särskilt under krigsåren 1809 och framåt. 1813 blev Brunnmark brittiska bibelsällskapets ombud i Sverige för att här grunda bibelsällskap, men avled just då hans arbete kröntes med framgång.
Kort före sin död utnämndes han till kyrkoherde i Munktorp.